# Jurij Peterlin
Jurij Peterlin slovenski pasar, * (?) 1802, Kamnik, † (?) 1843, Kamnik.

## Življenje in delo
Jurij Peterlin, oče pasarja Alojzija Peterlina, je leta 1831 izdelal monštranco za cerkev Marijine in Jožefove zaroke na kamniških Žalah.